# Oleh Makarov
Oleh Oleksandrovyč Makarov (in ucraino Олег Олександрович Макаров?, in russo Олег Александрович Макаров?, Oleg Aleksandrovič Makarov; Rubcovsk, 26 luglio 1929 – Kiev, 8 novembre 1995) è stato un calciatore sovietico dal 1991 ucraino, di ruolo portiere.

## Statistiche

### Cronologia presenze e reti in nazionale
| Cronologia completa delle presenze e delle reti in nazionale ― Unione Sovietica | Cronologia completa delle presenze e delle reti in nazionale ― Unione Sovietica | Cronologia completa delle presenze e delle reti in nazionale ― Unione Sovietica | Cronologia completa delle presenze e delle reti in nazionale ― Unione Sovietica | Cronologia completa delle presenze e delle reti in nazionale ― Unione Sovietica | Cronologia completa delle presenze e delle reti in nazionale ― Unione Sovietica | Cronologia completa delle presenze e delle reti in nazionale ― Unione Sovietica | Cronologia completa delle presenze e delle reti in nazionale ― Unione Sovietica |
| Data                                                                            | Città                                                                           | In casa                                                                         | Risultato                                                                       | Ospiti                                                                          | Competizione                                                                    | Reti                                                                            | Note                                                                            |
| ------------------------------------------------------------------------------- | ------------------------------------------------------------------------------- | ------------------------------------------------------------------------------- | ------------------------------------------------------------------------------- | ------------------------------------------------------------------------------- | ------------------------------------------------------------------------------- | ------------------------------------------------------------------------------- | ------------------------------------------------------------------------------- |
| 27/07/1957                                                                      | Mosca                                                                           | Unione Sovietica                                                                | 2 – 1                                                                           | Finlandia                                                                       | Qual. Mondiali 1958                                                             | -                                                                               |                                                                                 |
| Totale                                                                          |                                                                                 | Presenze                                                                        | 1                                                                               |                                                                                 | Reti                                                                            | -1                                                                              |                                                                                 |

## Palmarès

### Club

#### Competizioni nazionali
- Campionato sovietico: 1

Dinamo Kiev: 1961
- Coppa dell'Unione Sovietica: 1

Dinamo Kiev: 1954